# Grisy-Suisnes
Pour les articles homonymes, voir Grisy (homonymie).
Grisy-Suisnes est une commune française située dans le département de Seine-et-Marne, en région Île-de-France.

## Géographie

### Localisation
La commune est située à environ 5,2 kilomètres par la route, à l’est de Brie-Comte-Robert.

### Géologie et relief
L'altitude de la commune varie de 56 mètres à 106 mètres pour le point le plus haut, le centre du bourg se situant à environ 99 mètres d'altitude (mairie). Elle est classée en zone de sismicité 1, correspondant à une sismicité très faible.

### Hydrographie

#### Réseau hydrographique

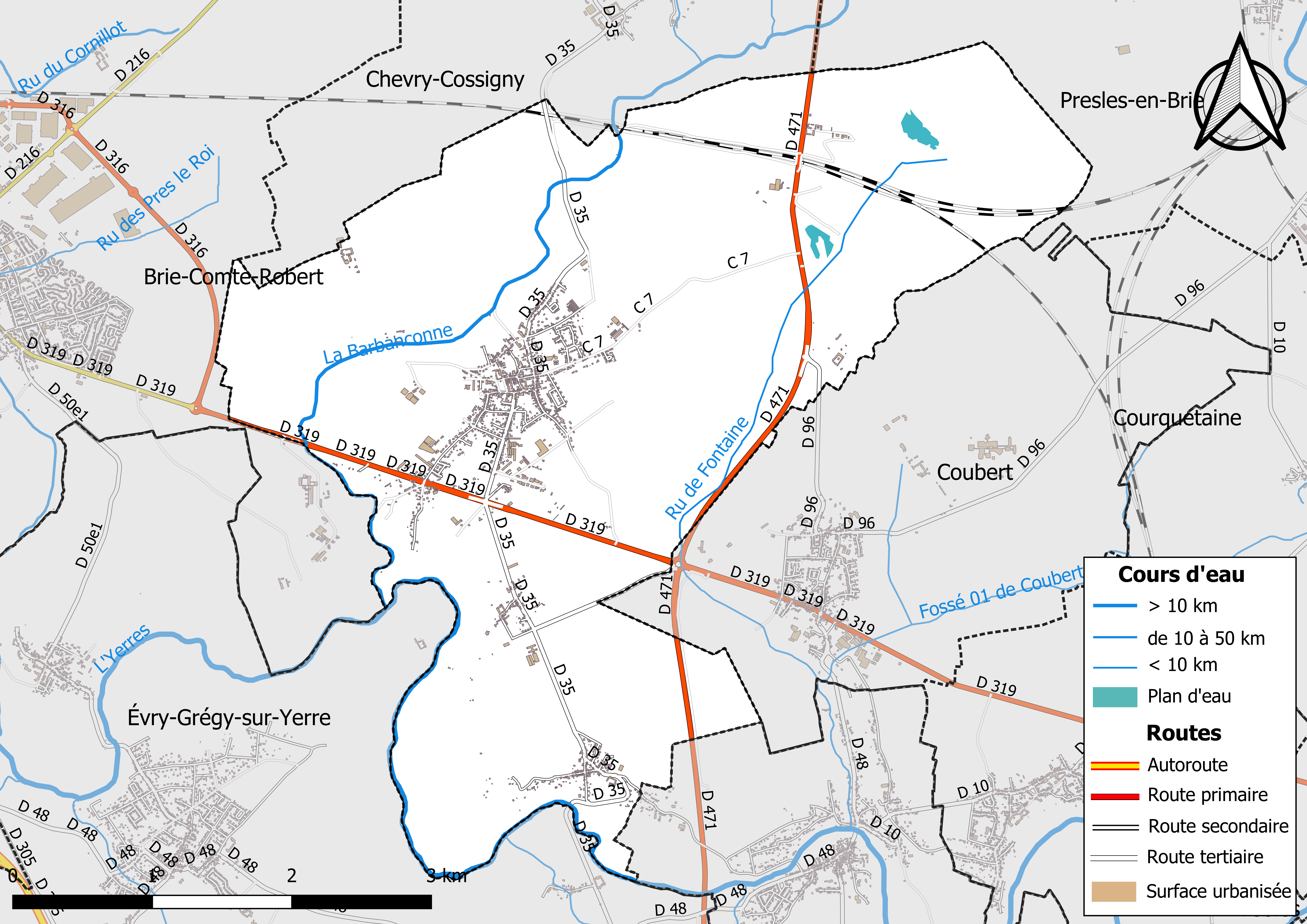
Carte des réseaux hydrographique et routier de Grisy-Suisnes.

Le réseau hydrographique de la commune se compose de trois cours d'eau référencés :
- la rivière l’Yerres, longue de 98,23 km[4], affluent en rive droite de la Seine ;
  - la Barbançonne, longue de 12,10 km[5], et ;
  - le ru de Fontaine, 6,39 km[6], affluents de l’Yerres.

La longueur totale des cours d'eau sur la commune est de 11,16 km.

#### Gestion des cours d'eau
Afin d’atteindre le bon état des eaux imposé par la Directive-cadre sur l'eau du 23 octobre 2000, plusieurs outils de gestion intégrée s’articulent à différentes échelles : le SDAGE, à l’échelle du bassin hydrographique, et le SAGE, à l’échelle locale. Ce dernier fixe les objectifs généraux d’utilisation, de mise en valeur et de protection quantitative et qualitative des ressources en eau superficielle et souterraine. Le département de Seine-et-Marne est couvert par six SAGE, au sein du bassin Seine-Normandie.
La commune fait partie du SAGE « Yerres », approuvé le 13 octobre 2011. Le territoire de ce SAGE correspond au bassin versant de l’Yerres, d'une superficie de 1 017 km2, parcouru par un réseau hydrographique de 450 kilomètres de long environ, répartis entre le cours de l’Yerres et ses affluents principaux que sont : le ru de l'Étang de Beuvron, la Visandre, l’Yvron, le Bréon, l’Avon, la Marsange, la Barbançonne, le Réveillon. Le pilotage et l’animation du SAGE sont assurés par le syndicat mixte pour l’Assainissement et la Gestion des eaux du bassin versant de l’Yerres (SYAGE), qualifié de « structure porteuse ».

### Climat
Pour des articles plus généraux, voir Climat de l'Île-de-France et Climat de Seine-et-Marne.
En 2010, le climat de la commune est de type climat océanique dégradé des plaines du Centre et du Nord, selon une étude du CNRS s'appuyant sur une série de données couvrant la période 1971-2000. En 2020, Météo-France publie une typologie des climats de la France métropolitaine dans laquelle la commune est exposée à un climat océanique altéré et est dans la région climatique Sud-ouest du bassin Parisien, caractérisée par une faible pluviométrie, notamment au printemps (120 à 150 mm) et un hiver froid (3,5 °C).
Pour la période 1971-2000, la température annuelle moyenne est de 10,9 °C, avec une amplitude thermique annuelle de 15,3 °C. Le cumul annuel moyen de précipitations est de 703 mm, avec 11,3 jours de précipitations en janvier et 7,9 jours en juillet. Pour la période 1991-2020, la température moyenne annuelle observée sur la station météorologique la plus proche, située sur la commune de Mandres-les-Roses à 9 km à vol d'oiseau, est de 11,9 °C et le cumul annuel moyen de précipitations est de 698,3 mm,. Pour l'avenir, les paramètres climatiques de la commune estimés pour 2050 selon différents scénarios d'émission de gaz à effet de serre sont consultables sur un site dédié publié par Météo-France en novembre 2022.

### Milieux naturels et biodiversité

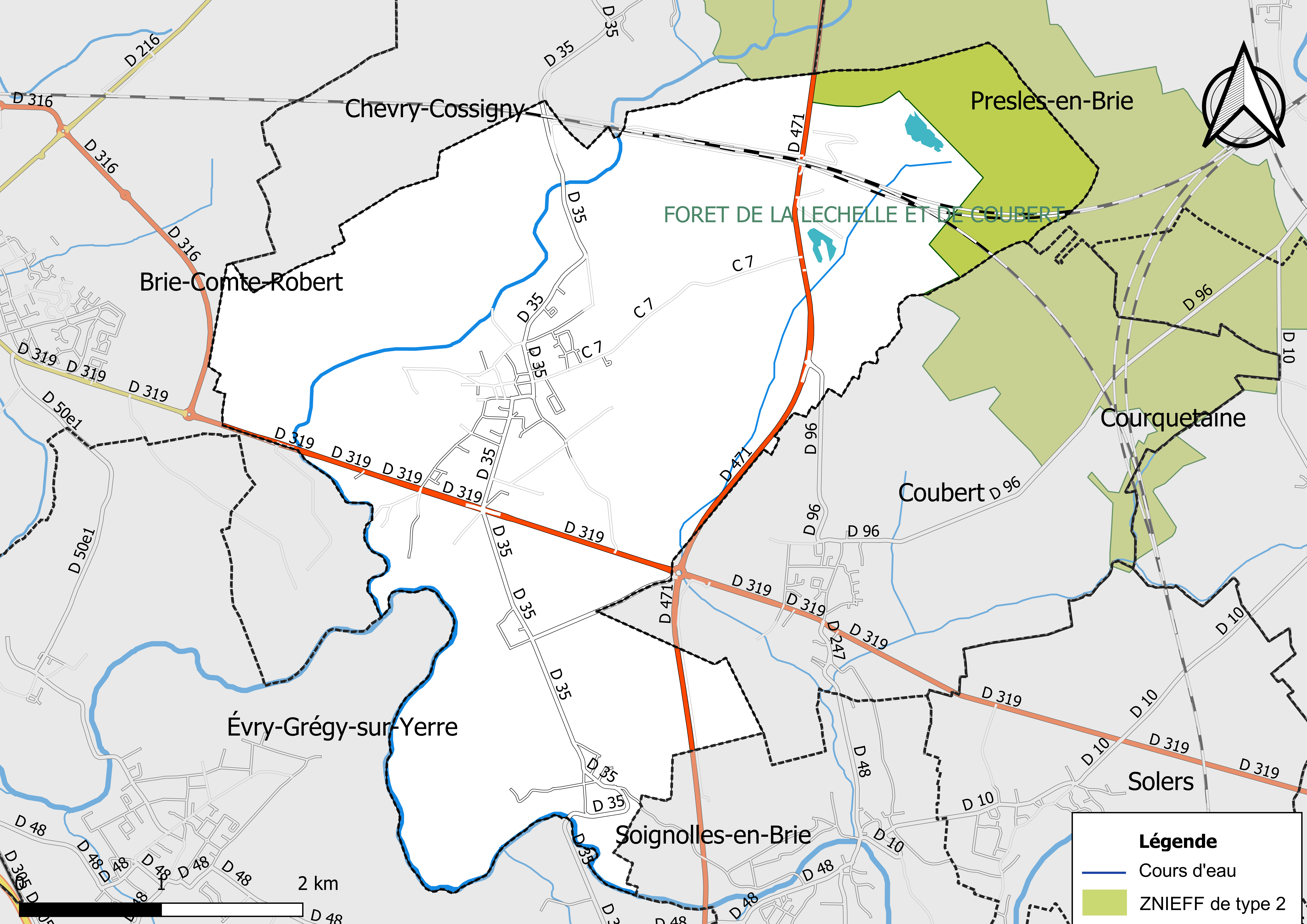
Carte des ZNIEFF de type 2 localisées sur la commune.

L’inventaire des zones naturelles d'intérêt écologique, faunistique et floristique (ZNIEFF) a pour objectif de réaliser une couverture des zones les plus intéressantes sur le plan écologique, essentiellement dans la perspective d’améliorer la connaissance du patrimoine naturel national et de fournir aux différents décideurs un outil d’aide à la prise en compte de l’environnement dans l’aménagement du territoire.
Le territoire communal de Grisy-Suisnes comprend une ZNIEFF de type 2,,, 
la « forêt de la Léchelle et de Coubert » (2 069,22 ha), couvrant 9 communes du département.

## Urbanisme

### Typologie
Au 1er janvier 2024, Grisy-Suisnes est catégorisée bourg rural, selon la nouvelle grille communale de densité à sept niveaux définie par l'Insee en 2022.
Elle appartient à l'unité urbaine de Grisy-Suisnes, une unité urbaine monocommunale constituant une ville isolée,. Par ailleurs la commune fait partie de l'aire d'attraction de Paris, dont elle est une commune de la couronne,. Cette aire regroupe 1 929 communes,.

### Lieux-dits et écarts
La commune compte 116 lieux-dits administratifs répertoriés consultables ici (source : le fichier Fantoir).

#### Cordon
Cordon est un hameau de la commune de Grisy-Suisnes.
Cordon est situé à 2 km de Suisnes.

#### Le Chemin vert
Le Chemin vert est situé entre Brie-Comte-Robert et Coubert, il y a en tout 10 kilomètres de chemin de terre, il y a beaucoup de gens qui cherchent du calme, faire du vélo, une balade en amoureux, et pour les grandes randonnées. Il emprunte le trajet de l'ancienne ligne de chemin de fer entre Paris-Bastille et Verneuil-l'Étang. Il a été rebaptisé depuis le Chemin des Roses.

#### Le Petit-Grisy

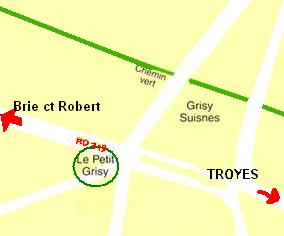
Situation du Petit-Grisy.

Le Petit-Grisy est un lieu-dit de la commune de Grisy-Suisnes.
Le Petit-Grisy est situé à 30 km de Paris sur la départementale 319, à 3 km de Brie-Comte-Robert et à 4 km de Coubert. Son accès est facilité par la présence des autoroutes : l'A4, l'A5, l'A6 et la Francilienne (N 104). Un autobus permet d'aller à Brie-Comte-Robert et à Melun.

#### Suisnes
Suisnes est un lieu-dit de la commune de Grisy-Suisnes.
Suisnes est situé à 30 km de Paris près de la départementale 319, à 3 km de Brie-Comte-Robert et à 4 km de Coubert ; à côté, il y le lieu-dit le Petit-Grisy.
- Château de Suisnes : parc romantique de 17 hectares réalisé par Duchêne pour le baron Jacques de Noirmont.

### Occupation des sols
L'occupation des sols de la commune, telle qu'elle ressort de la base de données européenne d’occupation biophysique des sols Corine Land Cover (CLC), est marquée par l'importance des territoires agricoles (70,4 % en 2018), en diminution par rapport à 1990 (73,7 %). La répartition détaillée en 2018 est la suivante : 
terres arables (66,8% ), forêts (21% ), zones urbanisées (7,3% ), zones agricoles hétérogènes (3,7% ), milieux à végétation arbustive et/ou herbacée (1,2 %).
Parallèlement, L'Institut Paris Région, agence d'urbanisme de la région Île-de-France, a mis en place un inventaire numérique de l'occupation du sol de l'Île-de-France, dénommé le MOS (Mode d'occupation du sol), actualisé régulièrement depuis sa première édition en 1982. Réalisé à partir de photos aériennes, le Mos distingue les espaces naturels, agricoles et forestiers mais aussi les espaces urbains (habitat, infrastructures, équipements, activités économiques, etc.) selon une classification pouvant aller jusqu'à 81 postes, différente de celle de Corine Land Cover,,. L'Institut met également à disposition des outils permettant de visualiser par photo aérienne l'évolution de l'occupation des sols de la commune entre 1949 et 2018.

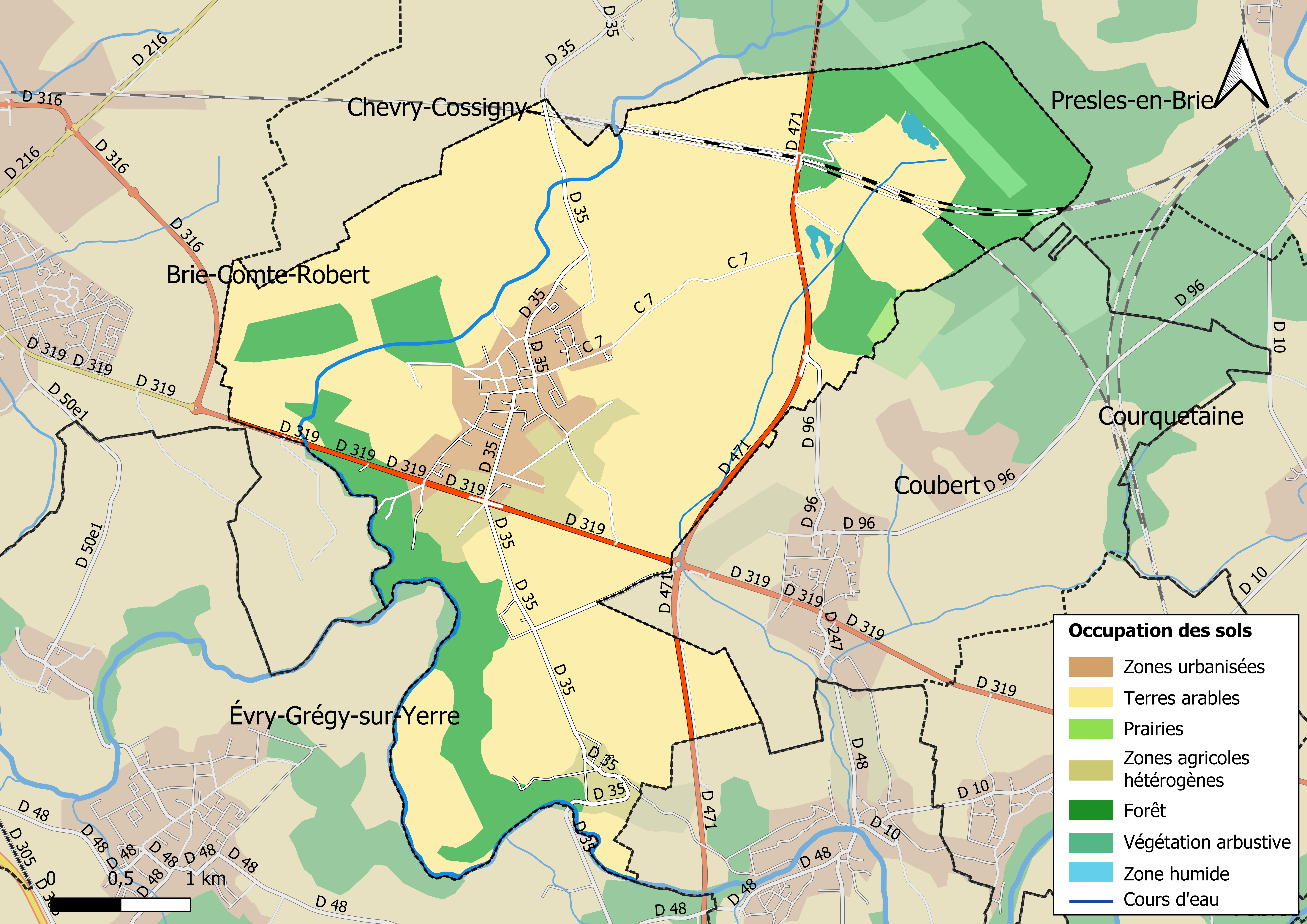
Carte des infrastructures et de l'occupation des sols en 2018 (CLC) de la commune.
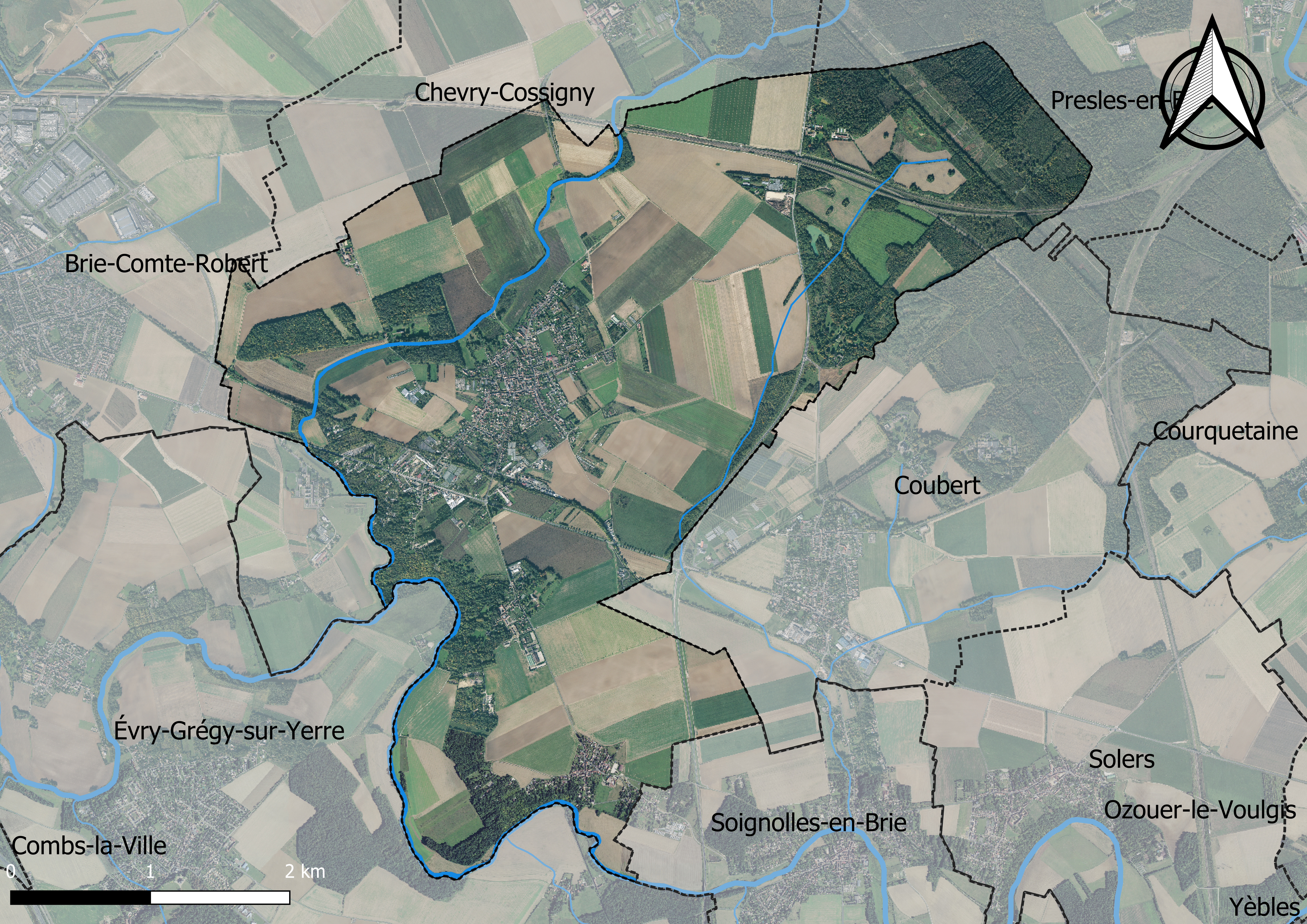
Carte orhophotogrammétrique de la commune.

### Planification
La commune disposait en 2019 d'un plan local d'urbanisme en révision. Le zonage réglementaire et le règlement associé peuvent être consultés sur le Géoportail de l'urbanisme.

### Logement
En 2017, le nombre total de logements dans la commune était de 1 072 dont 86,1 % de maisons et 11,6 % d'appartements.
Parmi ces logements, 87,7 % étaient des résidences principales, 1,3 % des résidences secondaires et 11 % des logements vacants.
La part des ménages fiscaux propriétaires de leur résidence principale s'élevait à 84 % contre 14 % de locataires et 1,9 % logés gratuitement.

## Toponymie
Le nom de la localité est mentionné sous les formes Grisy en Brie en 1258 ; Grisacum en 1352 ; « La seigneurie de Grisy, sise en Brie » en 1468 ; Grizy en 1671.
Grisy : Pays de grès sur les buttes dominant la rivière Barbançonne.
Suisnes : du gaulois sedo (hauteur) et durum (forteresse).

## Histoire

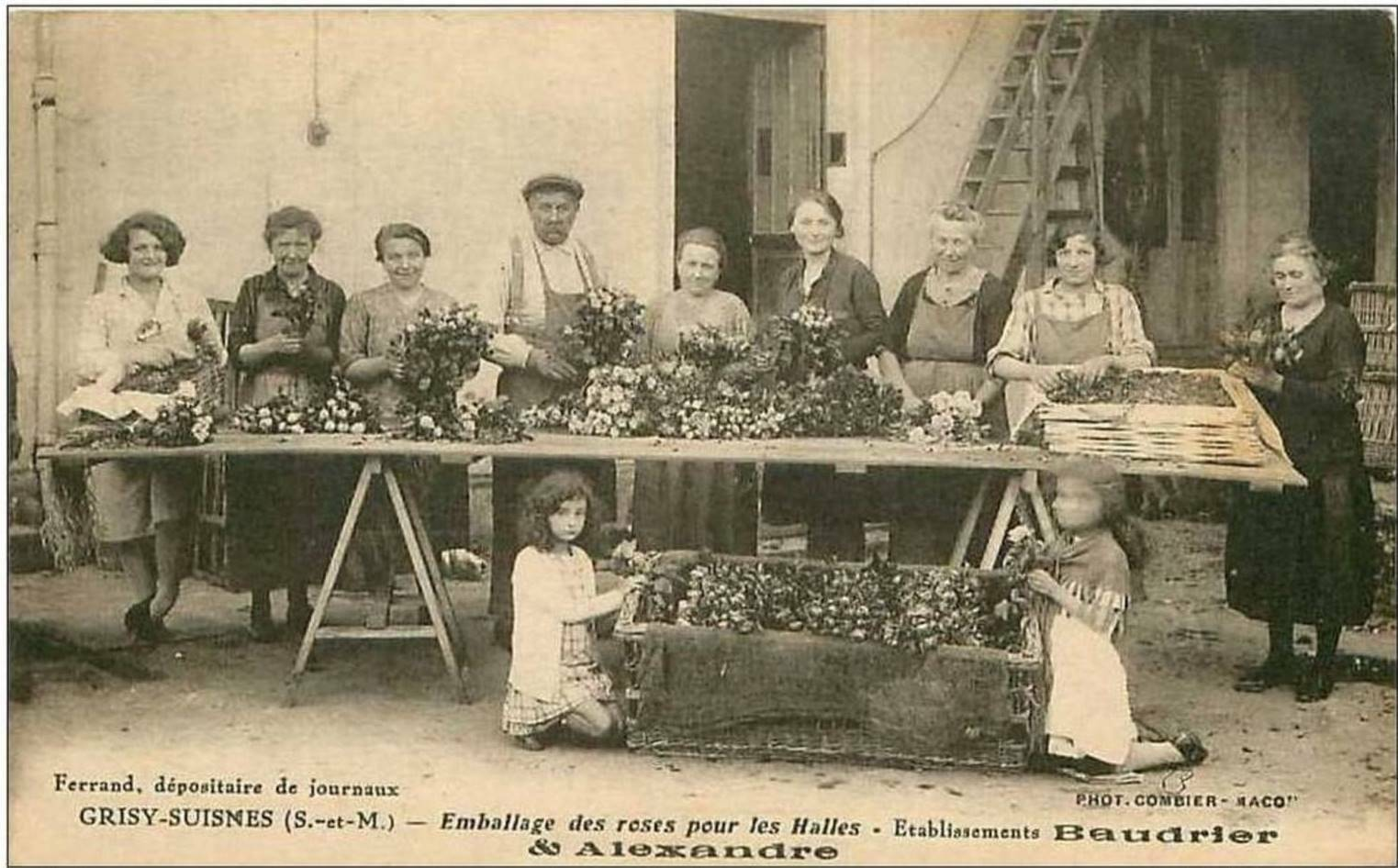
Emballage des roses pour l'expédition aux Halles, en 1925.

Le château de la Grange-le-Roi n'est pas bâti par François Ier, comme on le croyait : le nom « Le Roi » évoque en fait un des propriétaires du XVIe siècle, comme on va le voir. La terre de La Grange (la Granche) fut d'abord pour moitié sous la suzeraineté, d'une part des comtes de Champagne et de Brie (dont Jeanne), et d'autre part des vicomtes de Melun ; et le premier seigneur de la Grange semble avoir été Ansellus ou Ancellus de Granchia, au début du XIIIe siècle, chevalier de la châtellenie de Corbeil et vavasseur. Vers 1319, un dénommé Nevelon ou Nivelon, changeur et bourgeois de Paris, devient propriétaire de la Grange à laquelle il donna son nom : La Grange-Nivelon. Il appartint ensuite à Jean de Tournelle en 1391 ; à Jacques de Villiers (-Le Bel) en 1458 ; à Artus de Girosme ; à la famille Le Picart, issus de la bourgeoisie d'office parisienne, de la 2e moitié du XVe siècle au XVIe siècle ; à Jacques Le Roy en 1579/1581, Grand-louvetier de France, gouverneur et comte engagiste de Melun, qui lui donne son nom : La Grange-Le Roy ; aux Brulart de Sillery en 1615 (Noël Brulart, suivi de son petit-neveu Pierre de Bullion). La seigneurie et le château sont acquis en mai 1652 par les Le Lièvre, issus du négoce parisien puis membres de la noblesse de robe, qui en prennent le nom : Le Lièvre de La Grange ; ils en sont marquis en juin 1659 — ils étaient déjà marquis de Fourilles en Bourbonnais depuis 1652 — et détiennent le domaine jusqu'au XIXe siècle (cf. les généraux napoléoniens Adelaïde-Blaise-François et son frère Armand-Charles-Louis).
Au XIXe siècle, jusque dans les années 1970, Grisy-Suisnes vit de la culture de la rose. Les établissements Cochet en expédient dans l'Europe entière. Une ligne de chemin de fer spéciale relie Grisy-Suisnes à Paris pour livrer des roses fraîches aux Halles. Le pic de l'activité est de mai à juillet.

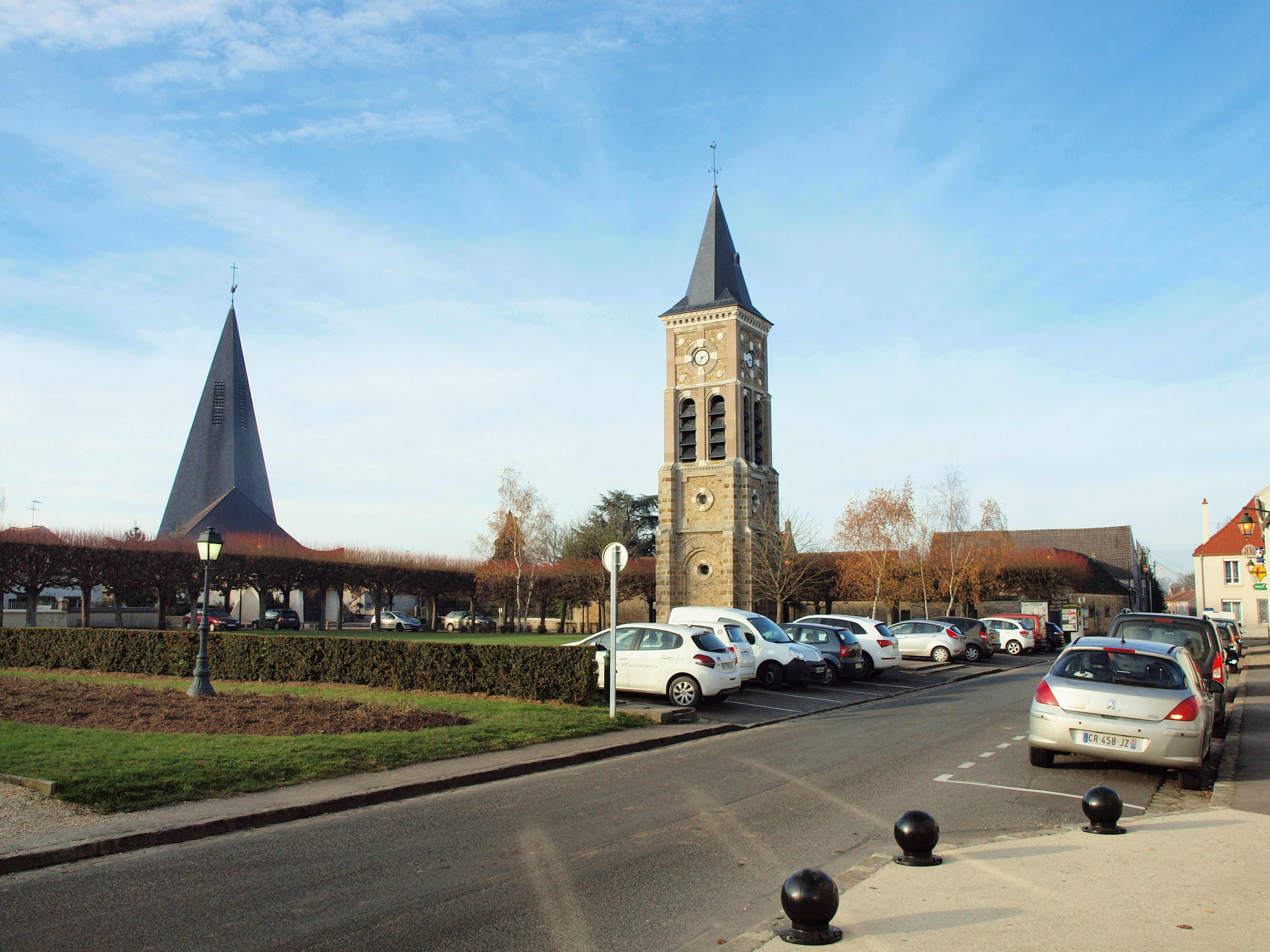
Place de la mairie.
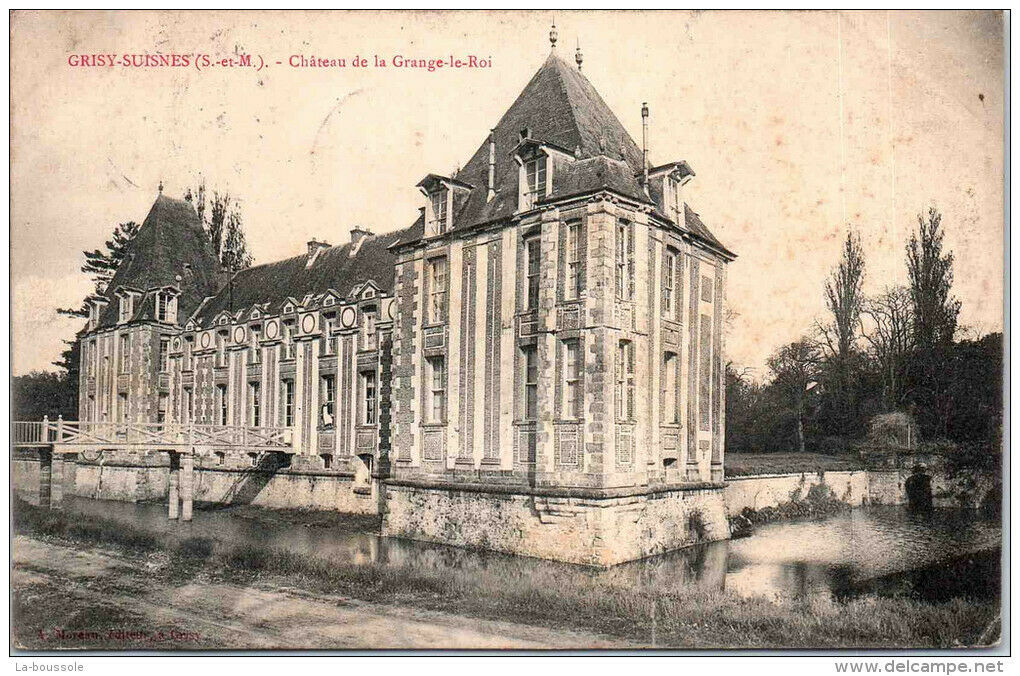
Château de la Grange-le-Roi.
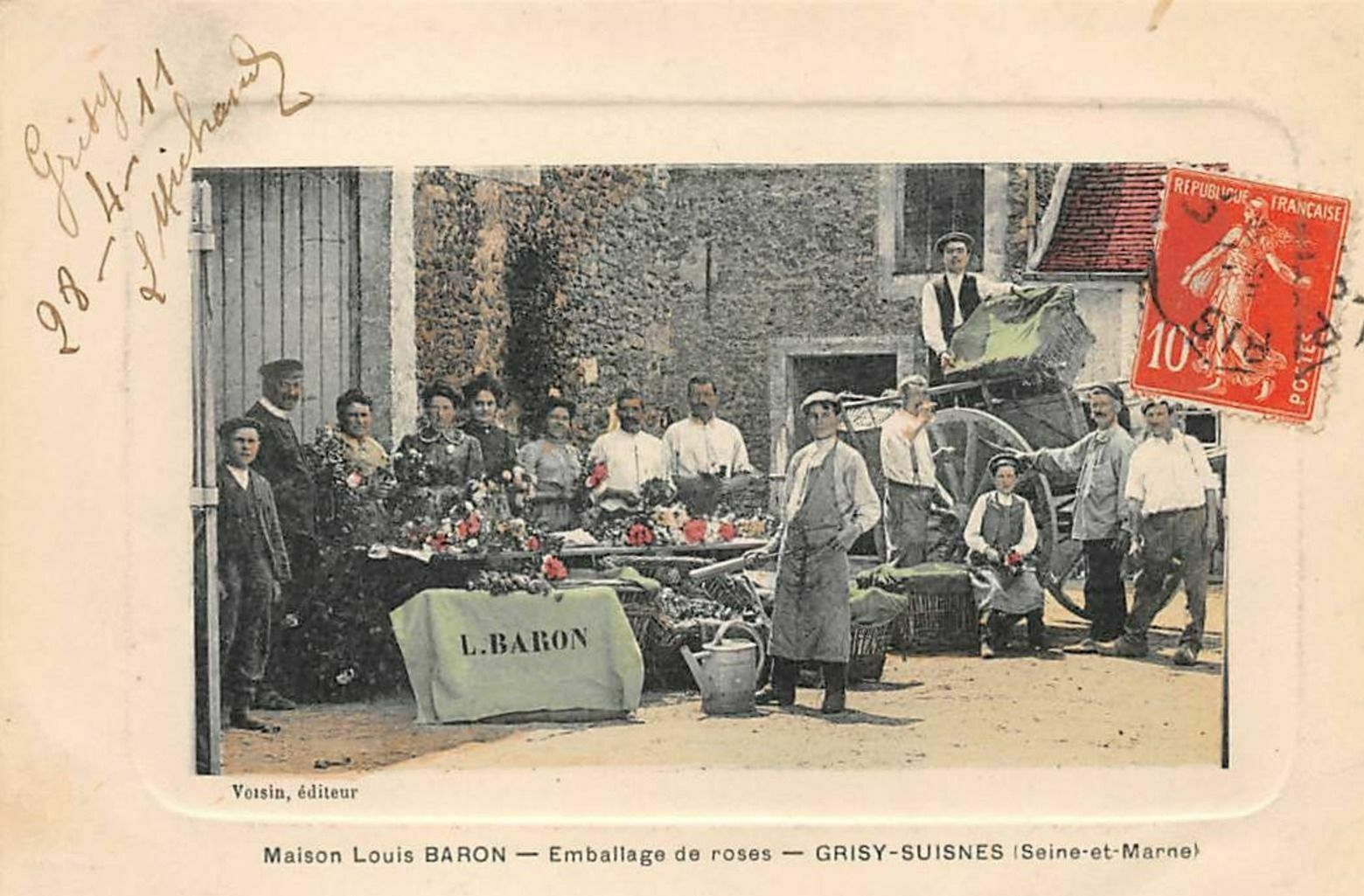
Maison Louis Baron en 1911.

## Politique et administration
En 2005, la commune a reçu la mention « Ville Internet ».

### Liste des maires
| Période                                  | Période       | Identité                       | Étiquette   | Qualité |
| ---------------------------------------- | ------------- | ------------------------------ | ----------- | --- |
| Les données manquantes sont à compléter. |               |                                |             | |
| août 1865                                | mai 1871      | Armand Magloire Cottance       |             | Cultivateur |
| mai 1871                                 | janvier 1878  | Louis Scipion Cochet           |             | Horticulteur |
| janvier 1878                             | juin 1880     | Casimir Germain Roux           |             | Marchand de bois |
| juin 1880                                | novembre 1882 | Louis Auguste Renoux           |             | Propriétaire |
| novembre 1882                            | mai 1884      | Armand Magloire Cottance       |             | Cultivateur |
| mai 1884                                 | mai 1892      | Charles Audin Cochet           |             | Rosiériste |
| mai 1892                                 | décembre 1919 | Henri Joseph Edouard Triboulet |             | Cultivateur |
| décembre 1919                            | mai 1935      | Georges Boucreux               |             | Rosiériste |
|                                          |               |                                |             | |
| octobre 1947                             | mars 1959     | André Brisson                  |             | |
| mars 1959                                | mars 1971     | René Barat                     |             | |
| mars 1971                                | mars 2001     | Roger Robert                   |             | |
| mars 2001                                | En cours      | Jean-Marc Chanussot            | DVD puis LR | Chef d'entreprise Conseiller départemental de Fontenay-Trésigny (2018 → ) Président de la CC des Gués de l'Yerres (2004 → 2016) 1er vice-président de la CC Brie des Rivières et Châteaux (2017 → ) |

### Jumelages
Abernethy (Écosse)

## Équipements et services

### Eau et assainissement
L’organisation de la distribution de l’eau potable, de la collecte et du traitement des eaux usées et pluviales relève des communes. La loi NOTRe de 2015 a accru le rôle des EPCI à fiscalité propre en leur transférant cette compétence. Ce transfert devait en principe être effectif au 1er janvier 2020, mais la loi Ferrand-Fesneau du 3 août 2018 a introduit la possibilité d’un report de ce transfert au 1er janvier 2026,.

#### Assainissement des eaux usées
En 2020, la gestion du service d'assainissement collectif de la commune de Grisy-Suisnes est assurée par la communauté de communes Brie des Rivières et Châteaux (CCBRC) pour la collecte, le transport et la dépollution. Ce service est géré en délégation par une entreprise privée,,.
L’assainissement non collectif (ANC) désigne les installations individuelles de traitement des eaux domestiques qui ne sont pas desservies par un réseau public de collecte des eaux usées et qui doivent en conséquence traiter elles-mêmes leurs eaux usées avant de les rejeter dans le milieu naturel. La communauté de communes Brie des Rivières et Châteaux (CCBRC) assure pour le compte de la commune le service public d'assainissement non collectif (SPANC), qui a pour mission de vérifier la bonne exécution des travaux de réalisation et de réhabilitation, ainsi que le bon fonctionnement et l’entretien des installations,.

#### Eau potable
En 2020, l'alimentation en eau potable est assurée par la communauté de communes Brie des Rivières et Châteaux (CCBRC) qui en a délégué la gestion à l'entreprise Suez, dont le contrat expire le 30 juin 2028,.

## Population et société

### Démographie
L'évolution du nombre d'habitants est connue à travers les recensements de la population effectués dans la commune depuis 1793. Pour les communes de moins de 10 000 habitants, une enquête de recensement portant sur toute la population est réalisée tous les cinq ans, les populations de référence des années intermédiaires étant quant à elles estimées par interpolation ou extrapolation. Pour la commune, le premier recensement exhaustif entrant dans le cadre du nouveau dispositif a été réalisé en 2007.

En 2022, la commune comptait 2 848 habitants, en évolution de +18,27 % par rapport à 2016 (Seine-et-Marne : +3,92 %, France hors Mayotte : +2,11 %).
| 1793 | 1800 | 1806 | 1821 | 1831 | 1836 | 1841 | 1846 | 1851 |
| ---- | ---- | ---- | ---- | ---- | ---- | ---- | ---- | ---- |
| 800  | 806  | 828  | 880  | 930  | 923  | 899  | 940  | 996  |

| 1856 | 1861  | 1866  | 1872 | 1876 | 1881 | 1886 | 1891  | 1896  |
| ---- | ----- | ----- | ---- | ---- | ---- | ---- | ----- | ----- |
| 994  | 1 025 | 1 031 | 981  | 976  | 999  | 935  | 1 077 | 1 011 |

| 1901  | 1906  | 1911  | 1921  | 1926  | 1931  | 1936  | 1946  | 1954  |
| ----- | ----- | ----- | ----- | ----- | ----- | ----- | ----- | ----- |
| 1 050 | 1 125 | 1 119 | 1 047 | 1 069 | 1 044 | 1 066 | 1 046 | 1 121 |

| 1962  | 1968  | 1975  | 1982  | 1990  | 1999  | 2006  | 2007  | 2012  |
| ----- | ----- | ----- | ----- | ----- | ----- | ----- | ----- | ----- |
| 1 074 | 1 088 | 1 228 | 1 379 | 1 648 | 1 989 | 2 239 | 2 287 | 2 363 |

| 2017  | 2022  | - | - | - | - | - | - | - |
| ----- | ----- | - | - | - | - | - | - | - |
| 2 451 | 2 848 | - | - | - | - | - | - | - |

### Cultes

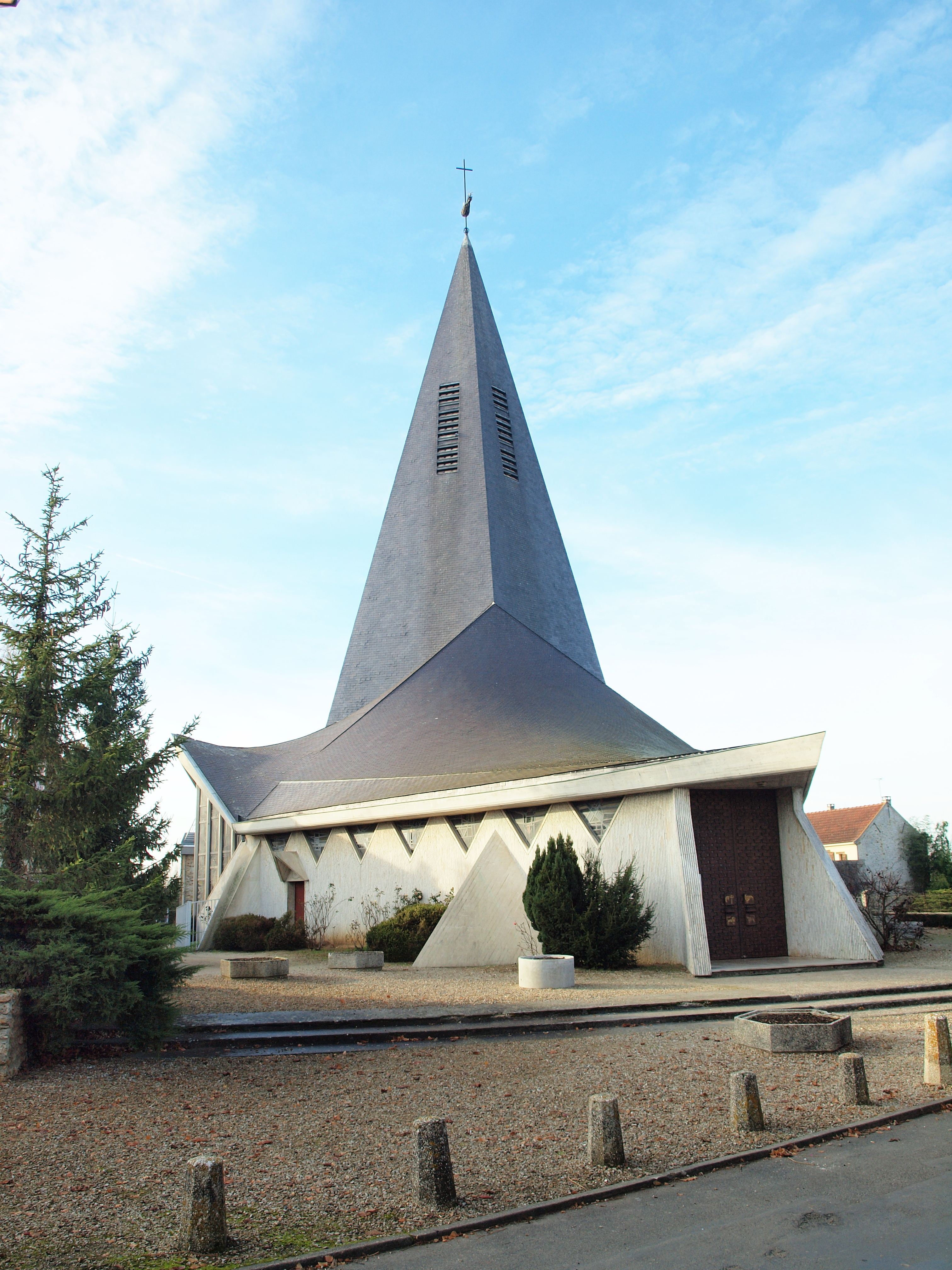
L'église Notre-Dame-des-Roses.

Le culte catholique est célébré en l'église Notre-Dame-des-Roses d'architecture moderne.

### Sports
Football : l'Union Sportive de Grisy Suisnes (USGS) a été créée en 1996. l'USGS a trouvé son rythme de croisière à partir de l'an 2000. Les Anciens de Grisy Suisnes ont réalisé 3 montées successives de division passant de la deuxième division de District en 2006 (sud Seine et Marne) à la Promotion d'Honneur en 2009 (Ligue de Paris Ile-de-France). L'année 2009, au-delà de la montée en régionale, a été marquée par le premier trophée du club puisque l'USGS a remporté la coupe des Anciens sud Seine et Marne.
L'USGS a lancé depuis 2007 un jumelage sportif avec le club de Digosville dans la Manche.
Historique :
- 2009/10 : 2 équipes, anciens 1 et 2
- 2008/09 : 2 équipes, anciens 1 et 2
- 2007/08 : 2 équipes, anciens 1 et 2
- 2006/07 : 2 équipes, anciens et cdm
- 2005/06 : 2 équipes, anciens et cdm
- 2004/05 : 2 équipes, anciens et cdm
- 2003/04 : 2 équipes, anciens et cdm
- 2002/03 : 2 équipes, anciens et cdm
- 2001/02 : 2 équipes, cdm et critérium
- 2000/01 : 2 équipes, cdm et critérium
- 1999/00 : 1 cdm + école de jeunes
- 1998/99 : 1 cdm + école de jeunes
- 1997/98 : 1 cdm
- 1996/97 : 1 cdm

## Économie

### Revenus de la population et fiscalité
En 2019, le nombre de ménages fiscaux de la commune était de 973 (dont 80 % imposés), représentant 2 558 personnes et la  médiane du revenu disponible par unité de consommation  de 27 760 euros, le 1er décile étant de 16 520 euros avec un rapport interdécile de 2,8.

### Emploi
En 2018, le nombre total d’emplois dans la zone était de 400, occupant 1 249 actifs  résidants (dont 16,5 % dans la commune de résidence et 83,5 % dans une commune autre que la commune de résidence).
Le taux d'activité de la population (actifs ayant un emploi) âgée de 15 à 64 ans s'élevait à 72,6 % contre un taux de chômage de 5,4 %. 
Les 22,1 % d’inactifs se répartissent de la façon suivante : 10,5 % d’étudiants et stagiaires non rémunérés, 5,9 % de retraités ou préretraités et 5,8 % pour les autres inactifs.

### Secteurs d'activité

#### Entreprises et commerces
Au 31 décembre 2019, le nombre d’unités légales (activités marchandes hors agriculture) par secteur d'activité était de 230 dont 13 dans l’industrie manufacturière, industries extractives et autres, 55 dans la construction, 63 dans le commerce de gros et de détail, transports, hébergement et restauration, 6 dans l’Information et communication, 4 dans les activités financières et d'assurance, 6 dans les activités immobilières, 43 dans les activités spécialisées, scientifiques et techniques et activités de services administratifs et de soutien, 26 dans l’administration publique, enseignement, santé humaine et action sociale et 14 étaient relatifs aux autres activités de services.
En 2021, 41 entreprises ont été créées sur le territoire de la commune, dont 24 individuelles.
Au 1er janvier 2022, la commune ne disposait pas d’hôtel et de terrain de camping.

#### Agriculture
Grisy-Suisnes est dans la petite région agricole dénommée la « Brie française », (ou Basse-Brie), une partie de la Brie autour de Brie-Comte-Robert. En 2010, l'orientation technico-économique de l'agriculture sur la commune est diverses cultures (hors céréales et oléoprotéagineux, fleurs et fruits).
Si la productivité agricole de la Seine-et-Marne se situe dans le peloton de tête des départements français, le département enregistre un double phénomène de disparition des terres cultivables (près de 2 000 ha par an dans les années 1980, moins dans les années 2000) et de réduction d'environ 30 % du nombre d'agriculteurs dans les années 2010. Cette tendance se retrouve au niveau de la commune où le nombre d’exploitations est passé de 48 en 1988 à 10 en 2010. Parallèlement, la taille de ces exploitations augmente, passant de 27 ha en 1988 à 111 ha en 2010.
Le tableau ci-dessous présente les principales caractéristiques des exploitations agricoles de Grisy-Suisnes, observées sur une période de 22 ans : 
|                                      | 1988  | 2000  | 2010  |
| ------------------------------------ | ----- | ----- | ----- |
| Dimension économique,                |       |       |       |
| Nombre d’exploitations (u)           | 48    | 30    | 10    |
| Travail (UTA)                        | 172   | 101   | 20    |
| Surface agricole utilisée (ha)       | 1 315 | 1 145 | 1 109 |
| Cultures                             |       |       |       |
| Terres labourables (ha)              | 1 235 | 1 099 | 1 099 |
| Céréales (ha)                        | 746   | 603   | 607   |
| dont blé tendre (ha)                 | 480   | 447   | 482   |
| dont maïs-grain et maïs-semence (ha) | 215   | 88    | 59    |
| Tournesol (ha)                       | s     |       |       |
| Colza et navette (ha)                | 36    | 58    | 114   |
| Élevage                              |       |       |       |
| Cheptel (UGBTA)                      | 45    | 10    | 2     |

## Culture locale et patrimoine

### Monuments et lieux remarquables
La commune compte sept monuments répertoriés à l'inventaire des monuments historiques (Base Mérimée) :
- Château de Suisnes,  Inscrit MH[57] ;
- Parc dit le Vide Bouteille de la Baratte, ou maison de Bougainville, ou château de Suisnes,  Inscrit MH[58] ;
- Parc du château de la Grange-le-Roi,  Inscrit MH[59] ;
- Château de la Grange-le-Roi ,  Inscrit MH[60] ;
- Église Notre-Dame-des-Roses,  Inscrit MH[61] ;
- Église Notre-Dame-des-Roses, (rue de la Légalité )  Inscrit MH[62] ;
- Roseraie dit les Rosiéristes,  Inscrit MH[63].

### Musées
Musée de la Rose  (dans l'ancienne gare).

### Personnalités liées à la commune
- Jean Nicot, importateur du tabac en France, habita le Château de Villemain, situé sur la commune.
- Louis-Antoine de Bougainville (1729-1811), navigateur et explorateur (voyage autour du monde à bord de La Boudeuse) achète en 1799 le château de Suisnes, à l'origine vide bouteille de la Baratte construit par Sainctot (maître d'hôtel et introducteur des ambassadeurs de Louis XIV). Bougainville charge Bellanger d'agrandir l'édifice et lui donne ainsi, en 1800, sa silhouette définitive.
- Claude de Vin des Œillets (1637-1687), dite Mademoiselle des Œillets, dame de compagnie de Madame de Montespan, maîtresse de Louis XIV, devient propriétaire du château de Suisnes en 1684. Sa fille, Louise de Maisonblanche, enfant naturelle de Louis XIV, née en 1676, y fut élevée de 1684 à 1687.
- Christophe Cochet (1777-1819), installe en 1802 sa première roseraie à Suisnes (Prieuré de Vernelle) grâce au soutien de l’amiral de Bougainville dont il était le jardinier. Il est à l’origine d’une longue lignée de rosiéristes à Grisy-Suisnes et dans les environs de Brie-Comte-Robert, dont Pierre Cochet, Scipion Cochet (maire de la commune), Philémon Cochet, Pierre Cochet fils, etc.